# Wolfgang Liebe (Ingenieur)
Wolfgang Liebe (* 22. Juni 1911 in Gandersheim; † 21. Oktober 2005 in Berlin) war ein deutscher Luftfahrtingenieur, der sich vor allem mit der Entwicklung aerodynamischer Verbesserungen des Strömungsabrissverhaltens von Tragflächen beschäftigte.

## Biografie
Seine Jugendzeit verbrachte Wolfgang Liebe, Sohn des Biologen Johannes Liebe, in Cottbus und legte dort 1930 am Gymnasium sein Abitur ab. Für die Wahl seines zukünftigen Berufes waren sicher auch Eindrücke während einer Praktikantentätigkeit bei Junkers sowie wie die Landung Chamberlins 1928 auf dem Cottbuser Flugplatz und der häufige Vorbeiflug der Junkers F 13 mit entscheidend. Er studierte dann Flugzeugbau an der Technischen Hochschule in Danzig und verließ die Universität 1936 als Diplom-Ingenieur. Seine Diplomarbeit beschäftigt sich mit der Auftriebsberechnung am Tragflügel.
Bei der Deutschen Versuchsanstalt für Luftfahrt (DVL) in Berlin arbeitete er anschließend von 1937 bis 1945 im Fachgebiet Entstehung und Zusammenbruch des Auftriebs am Flügel und das Abkippen beim Überziehen. Er führte umfangreiche Versuche mit unterschiedlichen aerodynamisch wirksamen Anbauten an der Messerschmitt Bf 109 durch, mit dem Ziel ein unbeherrschbares plötzliches Überziehen verbunden mit hohem Unfallrisiko zu vermeiden. Diese Versuche führten ihn letztendlich zu der Idee, das seitliche Wegströmen von Grenzschicht und Totwasser mittels eines einfachen Bleches, als Grenzschichtzaun bezeichnet, aufzuhalten. Liebe erhielt für diese sich als Sicherheitsvorrichtung für Flugzeugen verbreitete Erfindung 1938 ein Patent mit der Nr. 700625 erteilt.
Ab 1941 war er Leiter des Bereiches Flugtechnik im tschechoslowakischen Forschungsinstitut Prag-Letňany (VZLÚ). In der ersten Nachkriegszeit (1946 bis 1951) arbeitete er als Berater für die jugoslawische Regierung bzw. der Staatlichen Jugoslawischen Luftfahrt-Industrie in Belgrad an der Berechnung von Hochleistungs-Segelflugzeugen. 1951 kehrte er nach Deutschland zurück und promovierte 1953 mit dem Thema Ursachen und Gesetzmäßigkeiten für das Abkippen im Fluge. Von 1952 bis 1976 war er Wissenschaftlicher Berater der Siemens AG in Berlin.
An der TU Berlin erhielt er 1955 einen Lehrauftrag für das Fach Aerodynamik des Tragflügels, 1964 wechselte er an das Institut für elektrische Maschinen und führte dort seine Lehrtätigkeit zum Thema Entwärmung elektrischer Maschinen in Hütte-Energietechnik weiter. Nach seiner Pensionierung 1976 widmete er sich ganz seinen in der Flugphysik und Biotechnik relevanten „Hobbythemen“: Wirbelbildung, Auftrieb, Vortrieb durch Wirbelabstoß, Schwimmen bzw. Flossenantrieb und Fliegen bzw. Schlagflug in der Natur. Wolfgang Liebe war evangelisch, seit 1939 mit Charlotte Liebe, geborene Baarß, verheiratet und hatte drei Kinder (Waltraute, Roland und Adelheid). Zusammen mit seinem Sohn Roland Liebe entwickelte er das Finite Wirbel-Modell. Hierfür erhielt er im Juni 2004 die Ehrenmedaille des Wessex Institute of Technology („For outstanding contributions to aerodynamic science and technology“).